# Monte Tomba
Il monte Tomba è una modesta cima delle prealpi bellunesi, alta 876 m s.l.m.. Si trova lungo una propaggine del massiccio del Grappa che si allunga verso est sino al Piave, separando la Valcavasia (provincia di Treviso, a sud) dalla conca di Alano di Piave (provincia di Belluno, a nord). 
È facilmente raggiungibile tramite strada carrozzabile, o provenendo dal versante bellunese (SP 10 "di Alano"), o da quello trevigiano (SP 142 "del monte Tomba"), o, ancora, da cima Grappa (SP 141 "Dorsale del Grappa").

## Origine del nome
Il toponimo deriva dal latino tumba "tomba, tumulo", utilizzato in toponomastica per indicare un rilievo.

## Storia
Il 17 novembre 1917 (prima battaglia del Piave), il monte Tomba e il limitrofo Monfenera furono occupati dalle truppe italiane che ripiegavano dalla stretta di Quero. Nel pomeriggio del 22 il Regio Esercito dovette ritirarsi anche da queste posizioni, tuttavia riuscì ad attestarsi lungo le pendici dei due monti arginando l'avanzata nemica.
Nel giugno successivo (seconda battaglia del Piave), le divisioni 20a e 48a dell'esercito austroungarico tentarono di colpire le linee italiane nella zona, ma le vicende belliche volgevano ormai a favore degli Alleati e gli attacchi non sortirono risultati rilevanti. Com'era prevedibile, il 30 giugno una divisione francese riconquistò la cima cacciando definitivamente gli austroungarici.